# Folkomröstning (Österrike)
Folkomröstning är i Österrike ett av de två direktdemokratiska institut som är reglerade i författningen. I Österrike finns det två typer av folkomröstningar, beslutande folkomröstning (österr. Volksabstimmung) och konsultativ folkomröstning (österr. Volksbefragung). 

## Folkomröstningar på federal nivå

### Beslutande folkomröstningar
Beslutande folkomröstning genomförs 
- om lag om nationalrådet besluter om det.
- om författningsändringar om en tredjedel av nationalrådsledamöterna eller förbundsrådsledamöterna kräver det
- om författningsändringar som berör grundläggande författningsprinciper (obligatoriskt)
- om entledigande av förbundspresidenten efter beslut av förbundsförsamlingen (= nationalrådet + förbundsrådet)

Hittills har bara två beslutande folkomröstningar genomförts i Österrike, varav en obligatorisk:
1. Folkomröstning om en lag gällande fredligt nyttjande av kärnenergi (5 november 1978) 
Resultat: 50,5% röstade med „Nej“, 49,5% med „Ja“
2. Obligatorisk folkomröstning om en författningslag gällande Österrikes inträde i den Europeiska unionen (12 juni 1994) - 
Resultat: 66,6% röstade med „Ja“, 33,4% med „Nej“.

### Konsultativa folkomröstningar
Konsultativa folkomröstningar är möjliga sedan 1988, men har aldrig genomförts på federal nivå.

## Folkomröstningar på delstatsnivå
Även i de flesta delstatsförfattningarna finns folkomröstningsinstitutet som ett direktdemokratiskt instrument, men där är de uteslutande konsultativa. Å andra sidan finns det i vissa delstater även referendumsinitiativrätten, dvs att det inte bara är de politiska institutionerna (som t.ex. regering eller parlament) som beslutar om folkomröstning, utan att även medborgarna kan tvinga fram en folkomröstning.